# Прапор Астраханської області

Прапор Астраханської області — один з офіційних символів Астраханської області.

## Опис
Відповідно до Статті 3 Закону Астраханської області "Про прапор і герб Астраханської області" від 13 грудня 2001 року, Прапор Астраханської області являє собою прямокутне полотнище блакитного кольору, посередині прапора розташована золота корона, що складається з обруча із трьома видимими листоподібними зубцями й золотий митри, скріпленої п'ятьма видимими дугами прикрашеними перлами й із зеленою підбивкою. Митра увінчана золотою кулькою із хрестом. Під короною срібний із золотим руків'я східний меч вістрям вправо. Габаритна ширина зображення золотої корони зі срібним із золотим руків'ям східним мечем на прапорі Астраханської області повинна становити 1/4 частину довжини полотнища прапора. Відношення ширини полотнища до довжини — 2:3. У статтях 4-10 даного Закону регулюються правила й порядок офіційного використання прапора.